# Es muy tarde
«Es muy tarde» es una canción de Jorge González, lanzada como sencillo de su disco Libro (2013).
La canción tuvo rotación en radios, pero no obtuvo el éxito del sencillo que la precedió, «Nunca te haría daño».

## Vídeo
En el clip aparece González tocando la canción en su guitarra, mientras una serie de flashbacks le muestran en diferentes relaciones sentimentales. Una de las actrices que acompañan a González en el video es Ingrid Cruz.